# Oschatz
Oschatz is een gemeente en plaats in de Duitse deelstaat Saksen, gelegen in de Landkreis Nordsachsen. De plaats telt 13.917 inwoners. De eerste letter van de plaatsnaam moet lang worden uitgesproken, als in het Nederlandse woord zo.

## Indeling van de gemeente
Blijkens artikel 3, lid 1, van haar per 13 oktober 2020 voor het laatst gewijzigde Hauptsatzung (hoofdgemeenteverordening) bestaat de gemeente uit de volgende 11 stadsdelen:
Oschatz, Fliegerhost, Limbach, Leuben, Lonnewitz, Mannschatz, Merkwitz, Rechau, Schmorkau, Thalheim en Zöschau.

## Ligging
Oschatz ligt in het Saksische laagland aan de rivier Döllnitz, die 15 kilometer verderop uitmondt in de rivier de Elbe bij Riesa. Oschatz ligt voorts in de natuurgebieden van de Dahlener Heide, het Wermsdorfer Woud en de Collmberg. 
Omliggende gemeenten zijn: Liebschützberg, Strehla, Riesa, Stauchitz, Naundorf, Wermsdorf en Dahlen.

## Geschiedenis
Het gebied van de huidige stad is sedert de Jonge Steentijd bewoond. De naam is afgeleid van de voormalige Sorbische en vroeg-Duitse burcht in oud-Oschatz, die teruggaat op het woord Oscec (= osĕč, door een afrastering beschermde plaats). In 1200 werd er een Johannes de Ozzetz vermeld; echter of deze aan de burcht verbonden is, is onzeker. De eerste zekere vernoeming van de stad stamt uit het jaar 1238  toen Ozzechz in een oorkonde van markgraaf Hendrik III van Meißen genoemd werd. De oudste in het stadsarchief bewaarde oorkonde is een Aflaatbrief van bisschop Koenraad I van Wallhausen , wereldlijk heer van het Prinsbisdom Meißen, die gedateerd wordt op 1246. In het jaar 1344 werd de Burgerwacht voor het eerst vermeld. Ze mocht geharnast door de stedenbond Oschatz, Torgau en Grimma lopen. Sedert 1365 is er ook een schoolmeester vermeld. Een „Vesting“ werd Oschatz in 1377 voor het eerst genoemd; er werd toen een stadstoren op het huidige gebied van het Museum gebouwd. In 1394 kreeg de stad het marktrecht.
Na deze tijd van welvaart volgde in de eerste helft van de 15e eeuw de plundering door de protestantse Hussieten, zie: Hussietenoorlogen. De stad werd verwoest en gebrandschat. In het jaar 1451 bezat Oschatz het "Meilenrecht", zoals men kan afleiden uit een gildebrief van een schoenmaker. Op de Neumarkt werd in 1477 het eerste raadhuis gesticht. Het huidige raadhuis werd in   de jaren 1538 tot 1546 gebouwd. In 1478 kreeg de stad ook de eigen jurisdictie van de landsheer. Gedurende de Reformatie werd Oschatz, zoals zovele omliggende plaatsen, protestants. Tegenwoordig bevinden zich nog de brieven van de protestantse voormannen Luther, Melanchthon en Justus Jonas de Oudere in het Raadsarchief. Rond 1566 eiste de pest onder de 3.000 inwoners tellende stad maar liefst 900 doden. Oschatz werd in 1583 door de heksenvervolgingen getroffen. Leonhard Sihra kreeg zo'n proces en werd opgehangen. 
In 1616 was er de eerste stadsbrand, die 440 huizen en schuren vernietigde. Er bleven maar 24 huizen binnen de stadsmuren onbeschadigd. In het jaar 1626 was Oschatz met 3500 inwoners de zevende stad in Saksen. In de jaren 1631 tot 1648 werd de stad gedurende de Dertigjarige Oorlog meerdere keren geplunderd. Een tweede pestgolf eiste nog een keer circa 2.000 slachtoffers. Tot 1650 viel het inwonertal terug tot 1.700. Bij de derde en laatste pestgolf tussen 1680 en 1682 stierven nog een keer 658 mensen, waarvan 231 kinderen. In 1683 werd er een poststation opgericht; met in 1724 stenen postzuilen per mijl, die er tegenwoordig niet meer staan. Gedurende de Zevenjarige Oorlog (1756-1763) vond er bij Oschatz een veldslag plaats. In 1769 werd de leerplicht voor kinderen van 5 tot 14 jaar in Oschatz al ingevoerd.
In 1801 werd de eerste krant in de stad uitgegeven met de naam "Oschatzer Erzähler". Gedurende de Franse overheersing door Napoleon van 1806–1813 waren er troepenbewegingen door de stad. In april 1813 verbleef Johann Wolfgang von Goethe in het gasthuis Löwe. In 1818 werd Oschatz garnizoensstad van de Saksische schutterijbataljons. Met de oplevering van het station Zschöllau / Oschatz in 1838 kreeg de stad aansluiting op de nog in aanleg zijnde eerste Duitse langeafstandsspoorweg, de Leipzig-Dresdner Spoorweg, die uiteindelijk in 1839 gereed kwam. In 1842 verwoestte een tweede stadsbrand 375 gebouwen. In het jaar 1867 werd Oschatz garnizoensstad voor het 1e Ulanenregiment van de 1e Koninklijke Saksische Divisie. In 1875 werd het kantongerecht uitgebreid tot rechtbank. In 1885 begon de bouw van het smalspoor naar Mügeln, later in 1891 werd het smalspoor naar Strehla opgeleverd. Het eerste stedelijke ziekenhuis werd in 1895 aan het Stadspark gesticht.
Van april tot mei 1933 was in het stedelijke vakantiekamp Pappenheim een concentratiekamp gevestigd.
Op 1 juli 1934 werd het plaatsje Zschöllau aan de gemeente Oschatz toegevoegd. Een jaar later werd kreeg Oschatz een militair vliegveld en een militaire school. Gedurende de Tweede Wereldoorlog, van 1939 tot in 1945 waren er gelukkig geen grote oorlogsvernielingen; daardoor heeft de stad zijn historisch hart behouden.
Vanaf februari 1941 tot april 1945 bevond zich in de Lutherstraße de hoofdzetel van het krijgsgevangenkamp Stalag IV G van het Duitse leger. Van hieruit werden vele tienduizenden krijgsgevangenen voor dwangarbeid in de omgeving, en soms ook verder weg, verdeeld.
Op 26 april 1945 gaf Oschatz zich zonder strijd over aan de geallieerden, aanvankelijk  Amerikanen. Op 5 mei werd deze stad door Russische troepen overgenomen omdat ze, op grond van de besluiten tijdens de Conferentie van Jalta, in het in hun toegewezen gebied lag; gevolg was, dat Oschatz van 1949 tot 1990 in de DDR lag.
In die tijd werd aan de westkant van de stad, in de jaren zeventig, een flatwijk in zogenaamde Plattenbau gerealiseerd.

## Monumenten
- Sint-Egidiuskerk
- Stadhuis (gebouwd tussen 1538/1546 en hersteld na stadsbrand in 1842)
- Voogdshuis, oorspronkelijk een romaans gebouw uit 1180, vaak verbouwd, 1544–1843 huis van het lakengilde.
- Stadschrijverij, huidige gevel uit 1611/1617.
- Oude Stadsschool, huidige gebouw stamt uit 1629.
- Rektoraat, huidige gebouw stamt uit 1621.
- Kloosterkerk, hoorde oorspronkelijk tot het in 1228 gestichte franciscanerklooster. Het huidige Gotische kerkgebouw werd in 1428 gesticht, na de vernietiging van de oude kerk door de Hussieten.
- Het Archidiakonaat diende sinds 1394 als armenhospitaal en omvat ook de Elisabethkapel uit het jaar 1410 met fresco's.
- Het Stads- en Waagmuseum omvat een groep van vier gebouwen: het Raadshuis, gesticht 1573/74, bevat onder andere ook een folterkamer, het ambtshuis, gesticht tussen 1553 und 1556 als woning van de bodes, het gerechtsdienarenhuis, bevat het waagmuseum, en ten slotte de wachttoren uit 1377 als deel van de stadsmuur.

## Geboren
- Babett Peter (1988), voetbalster

Arzberg ·
Bad Düben ·
Beilrode ·
Belgern-Schildau ·
Cavertitz ·
Dahlen ·
Delitzsch ·
Doberschütz ·
Dommitzsch ·
Dreiheide ·
Eilenburg ·
Elsnig ·
Jesewitz ·
Krostitz ·
Laußig ·
Liebschützberg ·
Löbnitz ·
Mockrehna ·
Mügeln · 
Naundorf ·
Oschatz ·
Rackwitz ·
Schkeuditz ·
Schönwölkau ·
Taucha ·
Torgau ·
Trossin ·
Wermsdorf ·
Wiedemar ·
Zschepplin